# Kirsti Lay
Kirsti Lay, verh. Kirsti Lay-Giroux, (* 7. April 1988 in Medicine Hat) ist eine ehemalige kanadische Radsportlerin, die auf Bahn und Straße aktiv war, und Eisschnellläuferin.

## Sportliche Laufbahn
Kirsti Lay begann ihre sportliche Laufbahn als Eisschnellläuferin; sie startete dreimal bei der Junioren-Weltmeisterschaft und bei mehreren Weltcups. 2012 zwang eine Verletzung sie, diesen Sport aufzugeben, und sie wandte sich dem Radsport zu.
2015 gewann der kanadische Bahn-Vierer mit Kirsti Lay jeweils die Goldmedaille beim Lauf des Bahnrad-Weltcups in Cali sowie bei den Panamerikaspielen. Im Jahr darauf startete Lay gemeinsam mit Jasmin Glaesser, Allison Beveridge und Georgia Simmerling bei den Olympischen Spielen in Rio de Janeiro in der Mannschaftsverfolgung. Der Vierer errang die Bronzemedaille.
2019 wurde Lay Mutter einer Tochter und beendete ihre Radsportlaufbahn.

## Privates
Kirsti Lay absolvierte 2014 einen Abschluss in Wirtschaftswissenschaft. Sie ist verheiratet mit dem ehemaligen kanadischen Eisschnellläufer Mathieu Giroux, der bei den Olympischen Spielen 2010 in Vancouver die Goldmedaille in der Teamverfolgung errang.

## Erfolge

### Bahn
2015
- Bahnrad-Weltcup in Cali – Mannschaftsverfolgung
- Panamerikaspielesieger – Mannschaftsverfolgung (mit Allison Beveridge, Laura Brown und Jasmin Glaesser)

2016
- Olympische Spiele – Mannschaftsverfolgung (mit Laura Brown, Jasmin Glaesser, Allison Beveridge und Georgia Simmerling)
- Bahn-Weltmeisterschaften – Mannschaftsverfolgung (mit Allison Beveridge, Georgia Simmerling und Jasmin Duehring)

### Straße
2017
- eine Etappe Cascade Cycling Classic

## Teams
- 2016–2019 Rally Cycling Women